# 요시다촌 (도치기현)
요시다촌(吉田村)은 도치기현의 남부, 가와치군에 속했던 촌이다.

## 역사
- 1889년 4월 1일 - 정촌제 시행에 의해 가와치군 요시다촌이 성립하였다.
- 1955년 4월 29일 -  야쿠시지촌과 합병해 미나미카와치촌이 되었다.